# Three Cities
Three Cities (pol. Trzy Miasta) – potoczne określenie zespołu trzech sąsiadujących ze sobą, dawnych i ufortyfikowanych miast na Malcie: Birgu (zwane też Vittoriosa), Isla (zwane też Senglea) oraz Bormla (zwane też Cospicua), zlokalizowanych naprzeciwko Valletty, przy Wielkim Porcie. Ich wybrzeże portowe było w użyciu od czasów fenickich. Birgu i Isla zajmują dwa wąskie półwyspy. Bormla jest połączona z Birgu i Islą bezpośrednio od południa. Choć Birgu istniał od czasów antycznych, tym trzem miastom nadano prawa miejskie po Wielkim Oblężeniu Malty w 1565 roku. Three Cities są chronione przez linię fortyfikacji zwaną Cottonera Lines zbudowaną przez Zakon Maltański.